# 畑山俊二
畑山 俊二（はたやま しゅんじ、1964年6月11日 - ）は、和歌山県海南市出身の元プロ野球選手（外野手）。

## 来歴・人物
箕島高では、1982年の春の選抜に左翼手として出場。準々決勝に進むが、エース榎田健一郎を擁するPL学園高に0-1で惜敗。チームメートに控え投手の吉井理人、捕手の住吉義則がいた。
高校卒業後は近畿大学へ進学。関西学生野球リーグでは在学中7回優勝。
1983年の全日本大学野球選手権大会は決勝で白井一幸らのいた駒大に敗れ準優勝。
1984年の全日本大学野球選手権大会は準決勝で阿波野秀幸を擁する亜大に敗れる。
1985年の明治神宮野球大会も準決勝で愛知工大の西崎幸広に抑えられ敗退。リーグ通算87試合出場、306打数84安打、打率.275、4本塁打。1年生の1983年秋季リーグで首位打者となる。最優秀選手1回、ベストナイン3回（外野手）受賞。大学同期にエースの西岡剛がいた。
大学卒業後は、社会人野球の住友金属に入団。1987年の都市対抗に三番打者、右翼手として出場。1回戦で東芝の菊池総、三原昇の継投の前に敗退。その後は松下電器、大阪ガスの補強選手として3年連続で都市対抗に出場している。1989年の日本選手権では新人の尾山敦らの活躍で優勝。社会人では大学から1年後輩である森田幸一や松本尚樹、樋口一紀、小島弘務らと同僚であった。
1989年のプロ野球ドラフト会議で近鉄バファローズから2位指名を受け入団。1位の野茂英雄と3位の石井浩郎の間の指名で、背番号も新人ながら7を与えられるなど期待された。
1990年から一軍出場。
1994年には10試合に右翼手として先発出場を果たす。
1996年オフに自由契約になり、阪神タイガースにテスト入団した。
1997年はウエスタンリーグで68試合に出場したものの、一軍での出場は3試合にとどまり、同年オフに現役を引退した。
引退後は、会社員を経て、2002年より阪神の近畿・中国地区担当スカウトに就任した。担当選手は、藤川俊介、藤浪晋太郎、近本光司、木浪聖也など。
2020年現在、阪神タイガース球団本部次長（統括スカウト）。

## 詳細情報

### 年度別打撃成績
| 年 度     | 球 団     | 試 合 | 打 席 | 打 数 | 得 点 | 安 打 | 二 塁 打 | 三 塁 打 | 本 塁 打 | 塁 打 | 打 点 | 盗 塁 | 盗 塁 死 | 犠 打 | 犠 飛 | 四 球 | 敬 遠 | 死 球 | 三 振 | 併 殺 打 | 打 率 | 出 塁 率 | 長 打 率 | O P S |
| --------- | --------- | ----- | ----- | ----- | ----- | ----- | -------- | -------- | -------- | ----- | ----- | ----- | -------- | ----- | ----- | ----- | ----- | ----- | ----- | -------- | ----- | -------- | -------- | ----- |
| 1990      | 近鉄      | 5     | 4     | 4     | 0     | 0     | 0        | 0        | 0        | 0     | 0     | 0     | 0        | 0     | 0     | 0     | 0     | 0     | 1     | 0        | .000  | .000     | .000     | .000  |
| 1991      | 近鉄      | 15    | 15    | 14    | 3     | 4     | 0        | 1        | 1        | 9     | 4     | 0     | 0        | 0     | 1     | 0     | 0     | 0     | 3     | 0        | .286  | .267     | .643     | .910  |
| 1992      | 近鉄      | 10    | 12    | 11    | 1     | 1     | 0        | 0        | 0        | 1     | 0     | 0     | 0        | 0     | 0     | 1     | 0     | 0     | 1     | 0        | .091  | .167     | .091     | .258  |
| 1994      | 近鉄      | 29    | 50    | 47    | 2     | 7     | 1        | 0        | 1        | 11    | 4     | 0     | 0        | 0     | 0     | 3     | 0     | 0     | 10    | 0        | .149  | .200     | .234     | .434  |
| 1995      | 近鉄      | 9     | 10    | 10    | 0     | 1     | 0        | 0        | 0        | 1     | 0     | 0     | 0        | 0     | 0     | 0     | 0     | 0     | 5     | 0        | .100  | .100     | .100     | .200  |
| 1996      | 近鉄      | 4     | 8     | 8     | 1     | 0     | 0        | 0        | 0        | 0     | 0     | 0     | 0        | 0     | 0     | 0     | 0     | 0     | 2     | 0        | .000  | .000     | .000     | .000  |
| 1997      | 阪神      | 3     | 8     | 7     | 0     | 1     | 0        | 0        | 0        | 1     | 0     | 0     | 0        | 0     | 0     | 1     | 0     | 0     | 2     | 0        | .143  | .250     | .143     | .393  |
| 通算：7年 | 通算：7年 | 75    | 107   | 101   | 7     | 14    | 1        | 1        | 2        | 23    | 8     | 0     | 0        | 0     | 1     | 5     | 0     | 0     | 24    | 0        | .139  | .178     | .228     | .405  |

### 記録
- 初出場：1990年4月10日、対西武ライオンズ1回戦（藤井寺球場）、8回裏に金村義明の代打で出場
- 初安打：1991年5月14日、対西武ライオンズ7回戦（藤井寺球場）、7回裏に渡辺智男から
- 初打点：1991年5月25日、対福岡ダイエーホークス8回戦（鹿児島県立鴨池野球場）、5回表に山下和彦の代打で出場、今井雄太郎から2点適時三塁打
- 初先発出場：1991年6月20日、対日本ハムファイターズ10回戦（東京ドーム）、7番・中堅手として先発出場
- 初本塁打：1991年8月11日、対福岡ダイエーホークス18回戦（藤井寺球場）、8回裏に吉田剛の代打で出場、リー・タネルからソロ

### 背番号
- 7 （1990年 - 1993年）
- 38 （1994年 - 1996年）
- 53 （1997年）